# Extraterrestrial Highway

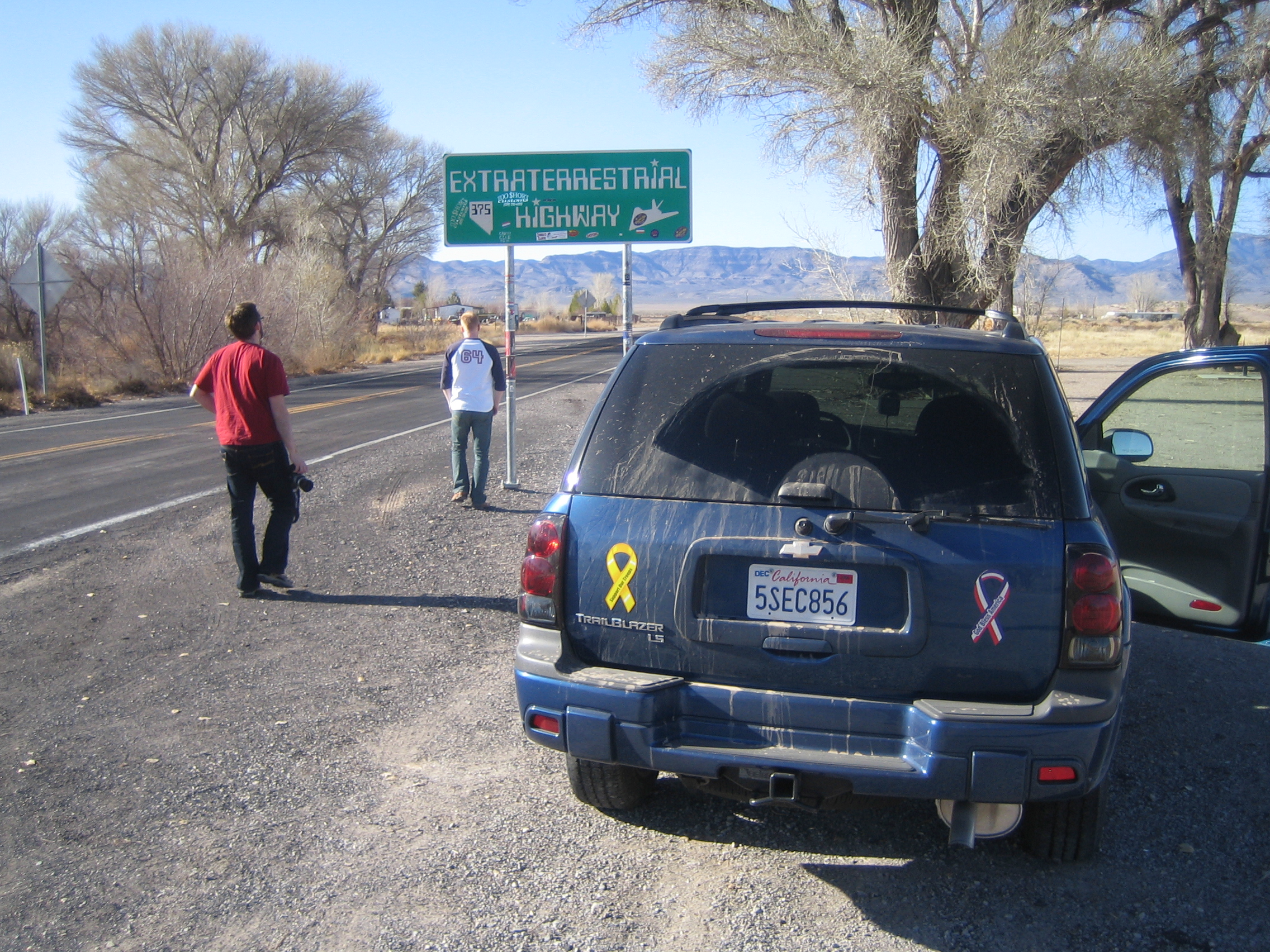
Extraterrestrial Highway

Extraterrestrial Highway, Nevada State Route 375, en cirka 157 km lång landsväg mellan U.S. Route 6 och Nevada State Route 318. Den 18 april 1996 ändrades dess officiella namn av turistskäl till Extraterrestrial Highway ("utomjordiska landsvägen").
Namnet kommer av att den går förbi den så kallade Area 51-basen vilken enligt konspirationsteorier anses hysa beslagtagna UFO:n. Extraterrestrial Highway går också förbi staden Rachel som är den bebyggelse som ligger närmast Area 51.
Vägen påstås vara en utmärkt plats om man vill se ett möjligt UFO, många vittnesmål kommer från resenärer längs denna väg.